# Typhisopsis
Typhisopsis là một chi ốc biển, là động vật thân mềm chân bụng sống ở biển thuộc họ Muricidae, họ ốc gai.

## Các loài
Các loài thuộc chi Typhisopsis bao gồm:
- Typhisopsis carolskoglundae Houart & Hertz, 2006[2]
- Typhisopsis claydoni Houart, 1988[3]
- Typhisopsis coronatus (Broderip, 1833)[4]